# Ranomafana (Ifanadiana)
Ranomafana – miasto o statusie gminy miejskiej (kaominina) w dystrykcie Iflandiana i regionie Vatovavy-Fitovinany. Liczba mieszkańców szacowana była w 2010 na 10 tys. osób.
W mieście dostępna jest edukacja podstawowa i wczesna średnia. 60% mieszkańców pracuje w rolnictwie. Do najważniejszych upraw należą tu banany, i ryż, a dalej znajdują się ananasy i maniok. Usługi dają zatrudnienie około 40% ludności.
Miasto położone jest przy drodze RN 45, w pobliżu Parku Narodowego Ranomafana.